# Damaskin (Papandreu), arcybiskup Adrianopola
Damaskin, nazwisko świeckie Damaskinos Papandreu (ur. 23 czerwca 1936, zm. 5 listopada 2011) – grecki biskup prawosławny.

## Życiorys
Ukończył studia teologiczne w szkole Patriarchatu Konstantynopolitańskiego na Chalki. Następnie kontynuował je na uniwersytecie w Marburgu i na uniwersytecie w Atenach, gdzie w 1966 obronił pracę doktorską. Działał we wspólnocie ekumenicznej z Taizé, gdzie reprezentował prawosławnych, następnie od 1969 do 1982 kierował centrum kulturalnym Patriarchatu Konstantynopolitańskiego w Chambésy w Szwajcarii. Brał udział w przygotowaniach do Soboru Wszechprawosławnego, uczestniczył w dialogu ekumenicznym (z wyznawcami islamu i judaizmu oraz członkami Kościołów przedchalcedońskich) i dialogu między lokalnymi Kościołami prawosławnymi.
W 1970 przyjął chirotonię biskupią. Był pierwszym zwierzchnikiem Arcybiskupstwa Szwajcarii. Urząd pełnił do 2002.
Zmarł w 2011 po chorobie, już wcześniej udar mózgu zmusił go do ograniczenia dotychczasowej aktywności.